# Libra de Jersey

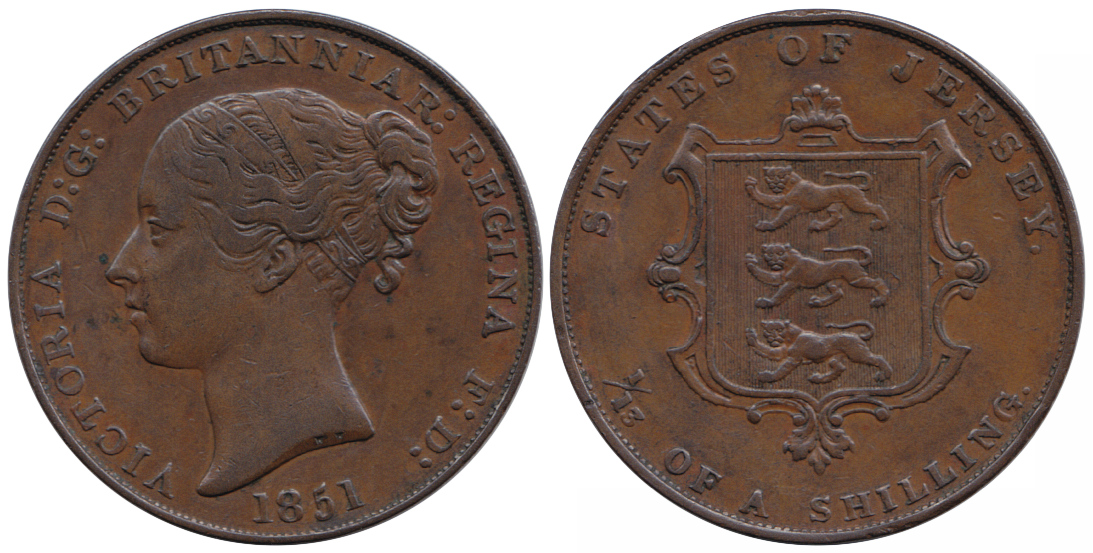
Moneda de cobre de 1/13 chelín, 1851, Reina Victoria.

La libra de Jersey es, junto con la libra esterlina, la divisa oficial del bailiazgo de Jersey. De paridad 1:1 con la libra esterlina. La libra de Jersey no es una moneda independiente, sino unos billetes y monedas emitidas por el Estado de Jersey con el valor de libras esterlinas, con un diseño en sus billetes y monedas similares a las de Escocia e Irlanda del Norte. Los billetes y monedas pueden ser usadado en combinación con otras libras con igual valor a la esterlina. 
Por esta razón, no se la incluye en ISO 4217, como una moneda independiente, pero es usado constantemente el código JEP para distinguirlo. 

## Billetes
El estado ha emitido una serie regular de billetes desde 1963. La primera serie de billetes son las de denominaciones de 10 chelines, 1 y 5 libras con billetes de 10 libras en 1972. Los de 20 libras en 1976 y los de 50 en 1989. A pesar de la emisión de la moneda de 1 libra, los billetes de 1 libra siguen teniendo curso legal. 
En los actuales billetes de libra Jersey en su anverso la figura de la Reina Isabel II del Reino Unido y en el reverso varias imágenes de puntos destacados y hechos en la historia de Jersey. Su marca de agua es el Ganado Jersey. 
| Denominación | Color   | Diseño del reverso                                  |
| ------------ | ------- | --------------------------------------------------- |
| 1 libra      | Verde   | Parroquia Iglesia de Helier                         |
| 5 libras     | Púrpura | La Corbière Faro                                    |
| 10 libras    | Rojo    | The Death of Major Pierson, Batalla de Jersey, 1781 |
| 20 libras    | Azul    | St. Ouen                                            |
| 50 libras    | Marrón  | Casa de Gobierno                                    |

## Monedas
Las monedas en circulación son de 1, 2, 5, 10, 20, 50 peniques y 1 y 2 libras. En el anverso de las monedas se destaca el efigie de la Reina Isabel, mientras que en el reverso distintas edificaciones relacionadas con Jersey.